# Solno gorovje
Solno pogorje (pandžabsko سلسلہ کوہ نمک‎) je gorovje na severu province Pandžab v Pakistanu, ime pa je dobilo po obsežnih nahajališčih kamene soli. Pogorje se razteza vzdolž južne strani planote Potohar in severno od reke Džhelum. Solno območje vsebuje velike rudnike Khevra, Kalabagh in Varča, ki dajejo ogromne zaloge soli. Tu najdemo tudi premog srednje kakovosti. Solno območje se začne od grebenov Bakrala in Tila Džogian na vzhodu in se razteza zahodno od reke Džhelum.
V himalajskem in slanem območju kamnine, ki vsebujejo fosile morskega življenja, segajo v ediakaransko obdobje (pred 570 milijoni let), kar kaže, da so se te kamnine razvile iz morskih usedlin in da je bilo tam, kjer je zdaj Himalaja, nekoč morje.
- Sakaser je najvišji vrh Slanega pogorja
- Jezero Namal, jezero Khabikki in jezero Učhali so jezera v Slanem pogorju

## Zgodovina
Napis, najden v Kuri v Solnem gorovju, opisuje gradnjo budističnega samostana s strani osebe z imenom Rotta Siddhavriddhi med vladavino hunskega vladarja Toramane. Donator izrazi željo, da verske zasluge, pridobljene s svojim darom, deli s kraljem in člani njegove družine.
Zgodovina te regije je bila od 13. stoletja naprej zapis vojn med različnimi posestniškimi prevladujočimi in vladajočimi klani pandžabskih muslimanov, vključno s Khokharji, Janjuasi, Awani in Gakharji za politično prevlado.
Po besedah cesarja Babarja sta bili Džud in Džandžua »dve rasi, ki sta izhajali iz istega očeta«, ki sta bila od starih časov vladarja hribov med Nilabom in Bhero, to je Slanega gorovja. »Na eni polovici hriba je živel Džud, na drugi polovici pa Džandžua.« Avani zdaj zasedajo zahodno polovico teh hribov proti Nilabu in Džandžuasu (Radžputi), vzhodnemu delu teh hribov. Džudi so pravzaprav podklan Džandžua in še vedno obstaja 7 sedem vasi blizu območja Dhrabi v Čakvalu, vključno z vasjo Dhrabi in jezom. So potomci Radža Džodha, ki je bil 2. princ Džandžua kralja Radža Mal Dev Kan Džandžua. Na teh hribih je več utrdb in vse so zgradili Džandžua Radžputi in njihovi predniki Pandavi v Katas Radžu ter dinastija Džandžua Šahi iz 2. kabulskih šahijev v utrdbi Nandna. To območje je znano tudi kot prvo muslimansko kraljestvo Radžputov in Radža Mal Dev Kan Džandžua je bil ustanovitelj tega kraljestva. Bil je iz klana Čandravanši Radžput in iz krvne linije slavnega indijskega bojevnika Mahabharata, princa Ardžuna Dev Pandava.
Okoli leta 1500 se je konjenica Džandžua Radžputa borila v bitki pri Panipatu s tega območja v podporo Baburju pod poveljstvom Malika Hast Kana Džandžua (Asada). Sultan Laškar Džandžua in Radža Sanghral Ali Kan Džandžua sta prav tako poveljevala svojim muslimanskim Radžputom med bitkama pri Panipatu in Khanvi proti Rana Sangi. Vsi so bili vladarji teh hribov in poglavarji tega vladajočega Radžputskega klana. Ti hribi so bili prej znani kot Koh-e-džodh, poimenovani po Radža Džodh Džandžua, sinu Radža Mal Dev Kan Džandžua.

## Kathvai
Dve zanimivi lokaciji sta blizu Kathvai, Kutte Mar in utrdba Tulaja. V Kutte Maru severovzhodno od Kathvaija so muslimanski grobovi iz kangarja in domnevni grob psa, ki naj bi umrl, ko je branil poročno povorko svojega lastnika pred napadom razbojnikov. Kutte Mar je bil morda kraj, kjer so našli napis Khura iz Toramane (Buhler 1891–92, 238–41; Sircar 1965: 422–4). Če je ta ocena pravilna, je bil budistični samostan tukaj ustanovljen okoli leta 500 n. št. potrjujejo obsežni arheološki ostanki.
Utrdba Tulaja stoji na ogromni skali s strmimi pečinami, ki gledajo na svetišče Kacčianvala in pandžabske ravnice. Celotno območje je prekrito z ruševinami obrambnih zidov, hiš in drugih objektov iz velikih kamnitih blokov. Čeprav je bila ena zgradba identificirana kot mošeja, je zelo težko ločiti druge verske, vojaške ali civilne strukture. Ena najzanimivejših značilnosti je velik kvadratni rezervoar iz ploščatih pravokotnih opek, ki je morda oskrboval vodo, da je utrdba lahko vzdržala obleganje. Primerjava tega rezervoarja s tistimi v drugih utrdbah lahko pomaga pri določanju relativnega datuma njegove izgradnje. Poleg arhitekturnih slogov lahko dokazi katerega koli kovanca, najdenega tukaj, pomagajo nakazati, ali je to mesto pripadalo obdobju turških sultanov, Lodijev ali Mogulov. Na pobočjih pod gradiščem so obsežni ostanki grobišča in drugih naselbin. Nekaj ostankov naj bi bilo tudi na Tulajih čez dolino od Talaje.

## Habitat
Solno gorovje ima visoko stopnjo biotske raznovrstnosti in je dom številnim rezervatom za divje živali (ČumbiSurla, jezero Jahlar, Sodhi, jezero Khabekki in KundalRakh) in zaščitenim območjem, vključno z narodnim parkom Činji in številnimi gozdovi (npr. Gozdna rezervata Simli in Noorpur) in mokrišča (vključno z Ucčali, Džahlar in Khabiki jezera).

## Geologija
Solno gorovje je najmlajši in najjužnejši del zahodnega himalajskega gorstva v Pakistanu. Gorovje ni podobno drugim vrstam Himalaje, nariva se zaradi mehanske trdnosti eokambrijski soli blizu dna sedimentnih plasti, ki prekrivajo indijske temeljne kamnine. Mehanska razlika med soljo in drugimi sedimentnimi kamninami, ki so trčile drugje v širšem gorovju Himalaje, je v tem, da sol deluje kot mazivo in ne dovoljuje, da bi trenje med potisnimi ploščami zgradilo višjo topografijo. Namesto tega potisne plasti zlahka drsijo po soli in ne tvorijo visokega topografskega reliefa. To je tudi razlog, zakaj je Solno gorovje južneje in se zdi ločeno od ostalih večjih narivnih plošč Himalaje.
Eokambrijska sol v Solnem gorovju se je gibala na podlagi narivnih plošč in ima visoke pretočne lastnosti. Sol je tekla, dokler ni naletela na oviro v temeljni skali. Seizmični podatki območja so bili razloženi tako, da nakazujejo, da so običajni prelomi v temeljni kamnini delovali kot ovira, na katero se je nabirala sol, ki je gradila višjo in višjo topografijo, dokler sol ni premagala ovire v globini. Sol je nato tekla in se izbočila skozi zgornje sloje ter vdrla v kambrijsko starano sol na vrh kenozojskih plasti.